# Svaneholms slott

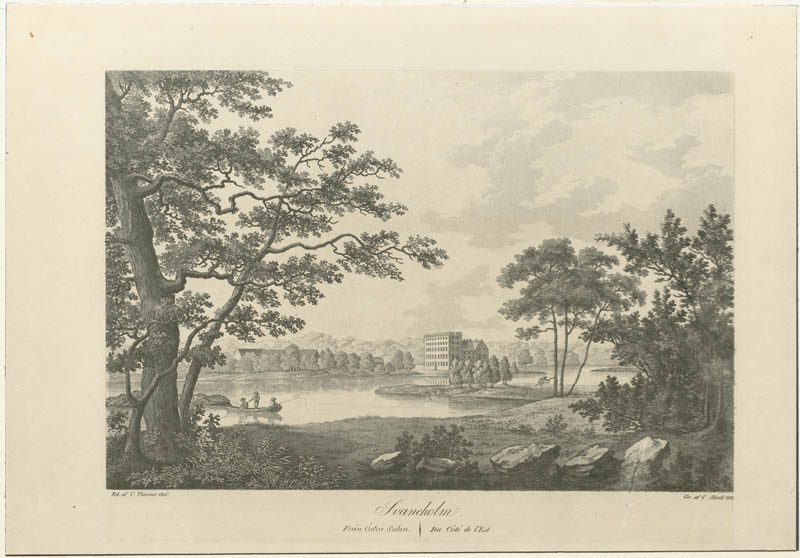
Aquatint av Ulrik Thersner 1816, återgiven i verket Fordna och närvarande Sverige 1818.

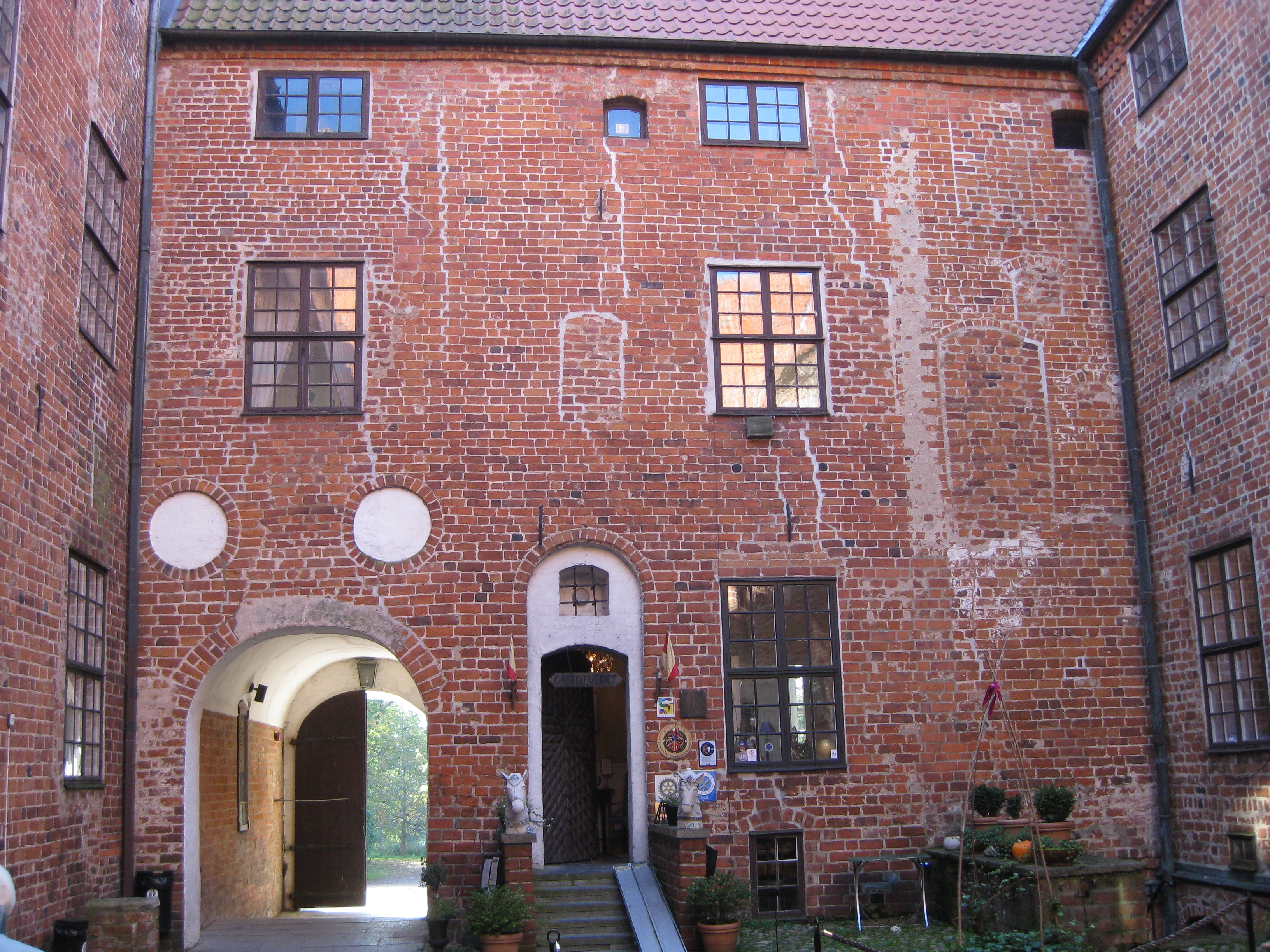
Innergården

Svaneholms slott är ett slott i Skurups socken i Skurups kommun.
Huvudbyggnaden är kringbyggd i fyra tegellängor. Äldst är längan med portgången. Dess planlösning överensstämmer i huvudsak med senmedeltidens fasta stenhus, till exempel Glimmingehus. Övriga längor är byggda något senare. Alla längorna hade från början tre våningar. Kreneleringar och två blindvåningar på en av längorna tillkom 1694–1705. 
Svaneholm har inte fått mycket av renässansens prydnadselement; de enda utsmyckningarna är trappgavlarna och den smala vita murfrisen som löper runt slottets utsida. Källaren består av ett avlångt rum, där slottets garnison var förlagd. På första våningen finns riddarsalen och på den andra borgsalen ("fruestugan"), där damerna vistades. På vindsvåningen finns ett skytteloft med skyttegluggar och kastgluggar. 
Under adelsmannen Axel Gyllenstiernas tid utökades den sydöstra längan av slottet med två blindvåningar till den redan tre våningar höga längan. Gyllenstierna fick sin inspiration efter att under sin livstid gjort många färder utomlands till bland annat Italien där det var mycket modernt med den italienska barockarkitekturen. Byggarbetet påbörjades omkring år 1694. Blindvåningen toppas av en bastant kornisch med ett balusterverk av murklackar i skorstensliknande natur. Byggarbetet var menat att fortsätta på de resterande tre längorna av slottet men arbetet avbröts drastiskt i samband med Gyllenstiernas död år 1705. 1698 engagerades Anton Fredik von Cöllen från Tyskland för att göra en del dekorationsarbeten i slottet.
Slottet ägs av Svaneholms slotts andelsförening. I parken ordnas sommartid konserter, utomhusvigslar och andra aktiviteter. Vemmenhögs härads fornminnes- och hembygdsförening driver en del av slottet som museum. I en annan del finns en restaurang.

## Historik
Svaneholm började byggas på en holme i Svaneholmssjön omkring 1530. Byggherre var Mourids Jepsen Sparre, som övergav den numera försvunna borgen i Skurups by till förmån för Svaneholm. 1611 tillföll Svaneholm Prebend Gyllenstjärna genom arv och köp. Axel Gyllenstjärna testamenterade slottet till sin systerson Axel Julius Coyet, men hans syster Sofia lyckades få halva slottet genom en process. Denna halva köptes 1751 av Gustav Julius Coyet.
År 1782 ärvde Rutger Macklean slottet, varefter han genomdrev omfattande reformer av jordbruket i trakten. Han lät dessutom fylla igen vallgraven kring slottet. 1816 ärvdes Svaneholm av systersonen Kjell Kristoffer Bennet. År 1839 såldes det så till Carl Johan Hallenborg. Det köptes 1882 av greve Carl Augustin Ehrensvärd (1854–1934), som var gift med Eva Hallenborg. Efter Ehrensvärds död köptes slottsbyggnaden och parken av en andelsförening men där Eva Hallenborg som dog 1945 fick bo kvar i en privat våning. 4000 tunnland av Svaneholm bestod av bondehemman som gjorde dagsverken. År 1785 bodde 701 människor på egendomen. År 1804 var antalet 1400.

## Mackleanrummet
En av de största attraktionerna i Svaneholm slott är Mackleanrummet, som byggdes direkt när Rutger Macklean hade flyttat in i slottet 1782. I Mackleanrummet finns en utställning om Rutger Mackleans liv och verk. Där visas en del tillhörigheter till Macklean, såsom hans skrivbord, klocka, klädesplagg och framför allt hans bibliotek med de böcker som finns kvar. Bland övriga inventarier i Mackleanrummet kan nämnas enskifteskartan av 1785 och friherrens golvur. På väggarna hänger porträtt av Macklean. I biblioteket fanns 700 volymer, men hälften av böckerna blev sålda på en auktion i Lund efter hans död år 1816. Bland de bevarade böckerna finns bland annat lantbrukslitteratur samt naturvetenskapliga verk. Dessutom finns en pedagogisk bok som handlar om hans intresse för skolan. Även politisk litteratur intresserade Macklean. Han var, för att vara adelsman, ovanligt radikal för sin tid. På hyllorna kan man hitta böcker på olika språk där den franska revolutionens idéer presenteras. 

## Spöken
På slottet finns en utställning om de spöken som somliga tror hemsöker slottet, många har haft upplevelser som de betraktat som spöklika.
Spöken som har påståtts hemsöka Svaneholms slott:
- Vita frun (vålnad) – Vitklädd med långa svarta lockar.
- Mannen med slängkappan – Påstås vara Fredrik II av Danmark på jakt efter ungdomskärleken Anna Hardenberg.
- Grå munken – Murades in i källarvalven, trots det så hjälper han till att bära tunga drickbackar från källaren.
- Vackra damen – En intrigmakerska som ska ha mördat sin man.
- Håriga mannen – Ligger under sängar och sträcker fram sina håriga armar.
- Skytten – Väcker folk med sina gevärsskott.[källa behövs]

## Rökhuset

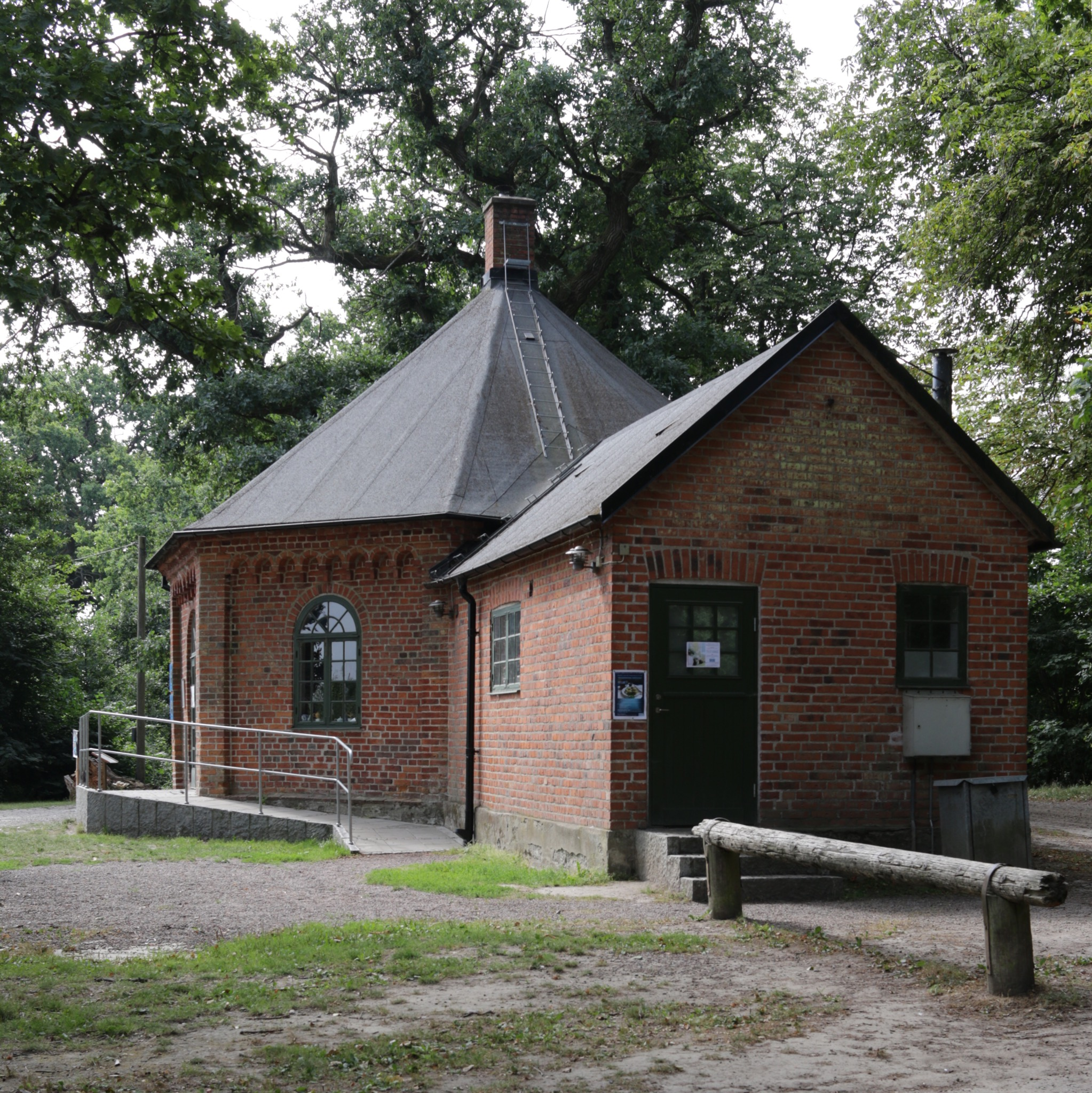
Rökhuset vid Svaneholms slott

Väster om slottet, på andra sida sjön i en bokskog, ligger Rökhuset. Svaneholms rökhus byggdes runt 1870. Arkitekten tros vara Carl Georg Brunius, som också var en av dem som stod bakom renoveringen av Lunds domkyrka på mitten av 1800-talet. Huset har formen av en oktagon (åttakappa) med romanska fönster och takfris. Från början var det ett hönshus med halmtak men har även tjänat som bostad åt kusken, varit scouternas lokal och använts som café. Namnet är felsyftande eftersom det aldrig har varit ett rökhus. Det riktiga rökhuset låg 20 meter bort.
År 1985 reparerades rökhuset av Skurups Scoutkår. Den fick nytt yttertak, ny köksinredning, man drog in el och iordningställde vatten och avlopp. På senare år har huset fungerat som festlokal och har ett flertal gånger utsatts för skadegörelse. Under sommaren 2017 användes rökhuset som kombinerad tesalong och konstgalleri.

## Bildgalleri

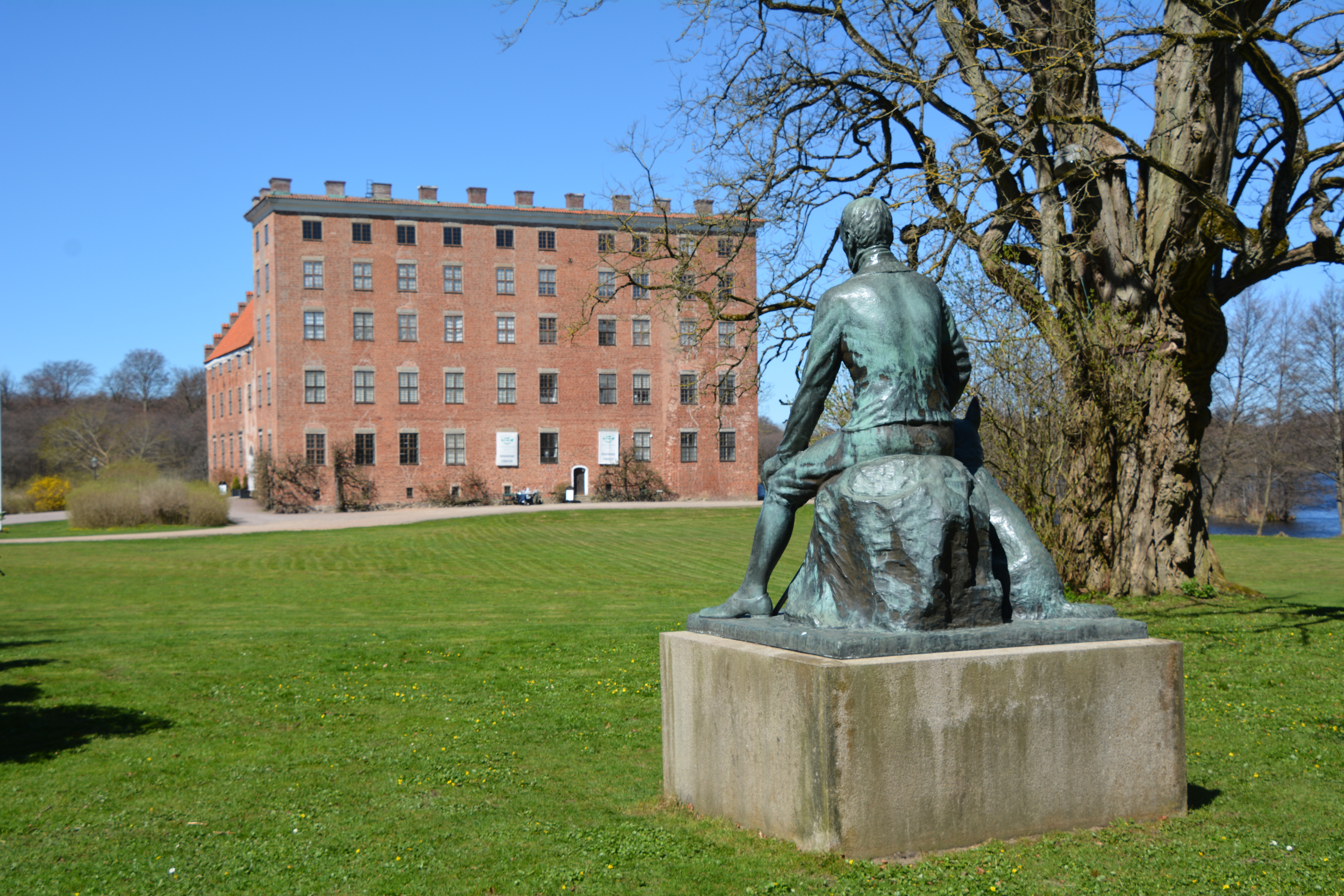
Axel Ebbes staty över Rutger Macklean och slottet
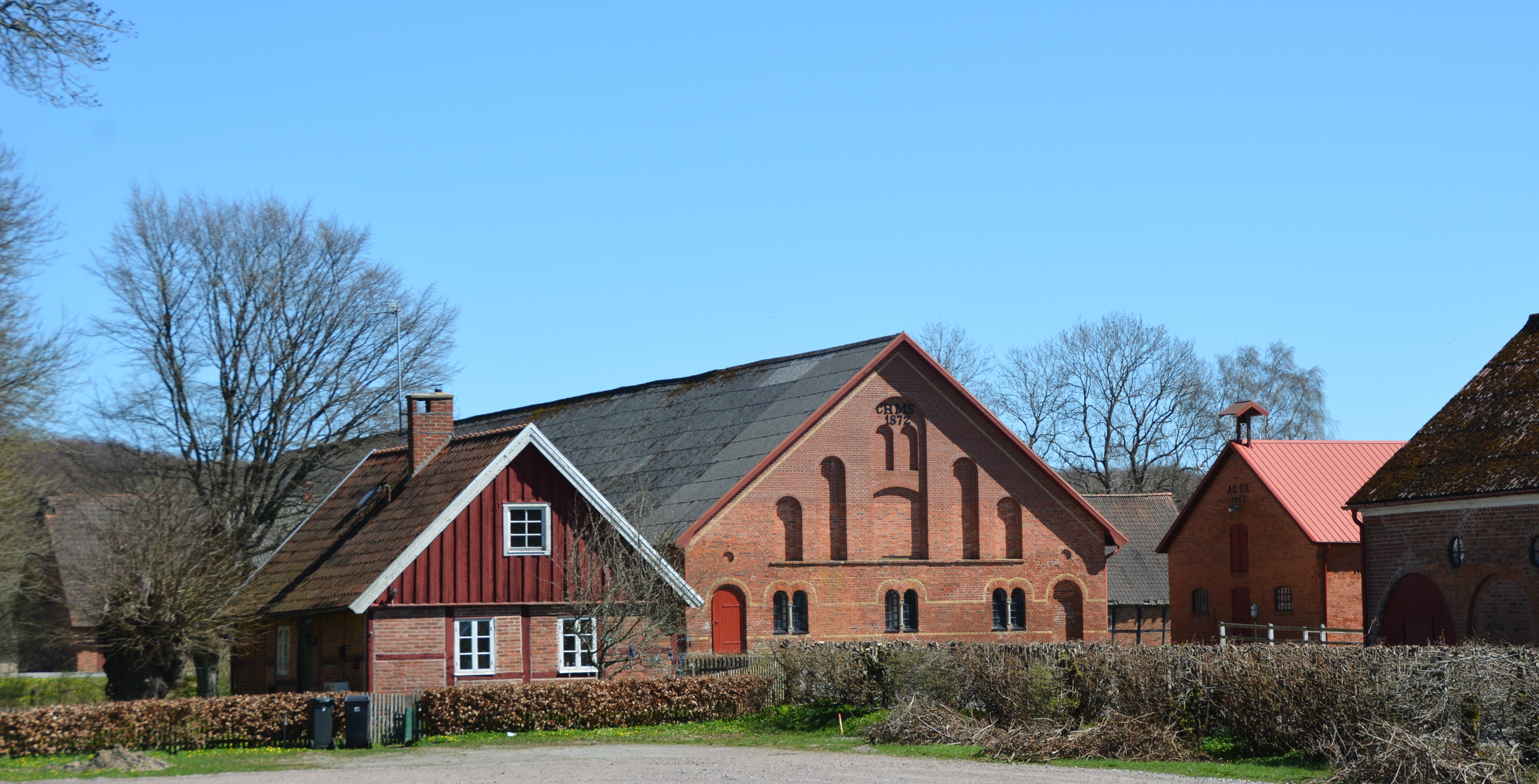
Tegelgavel på ekonomibyggnad, uppförd 1872
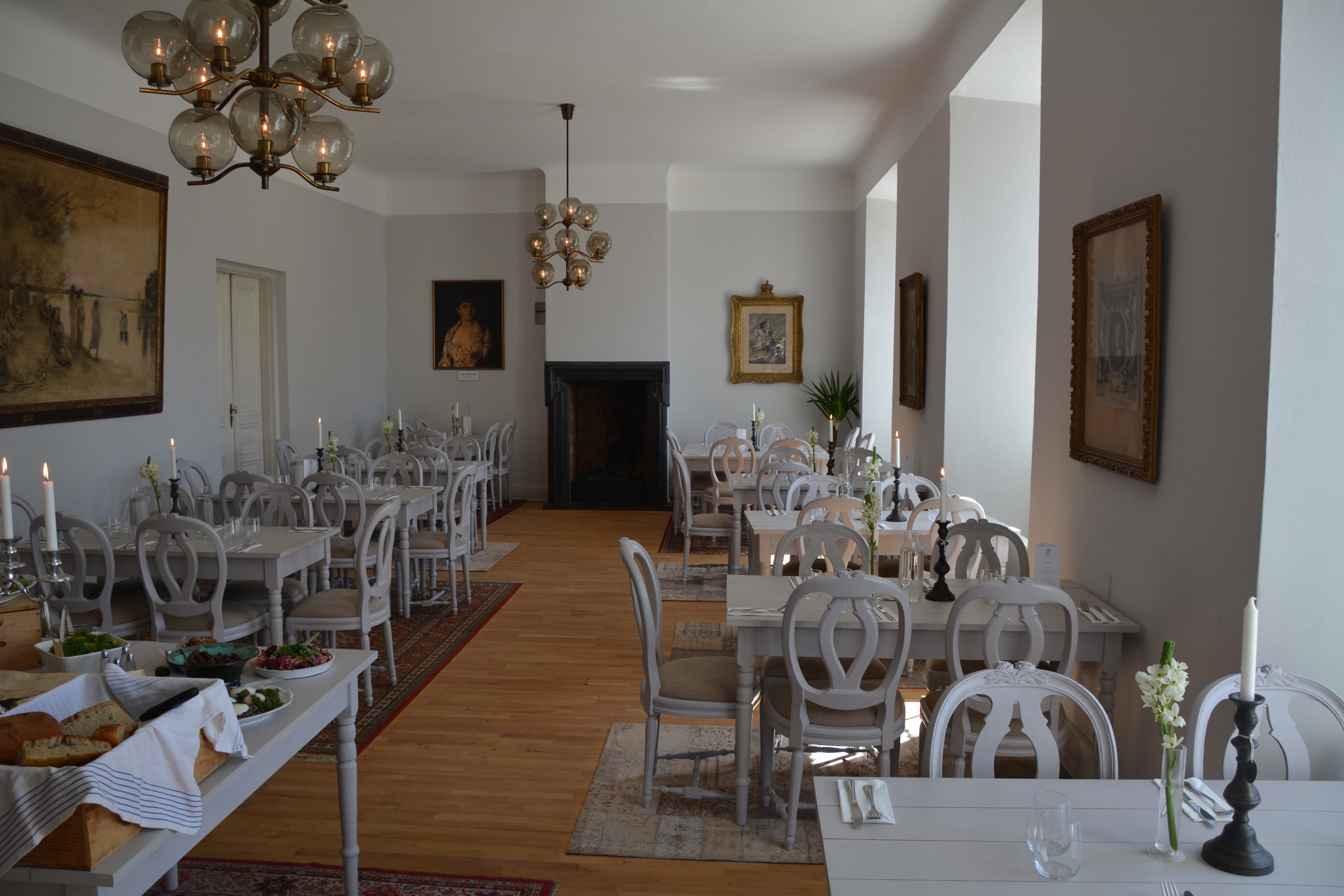
Restaurangmatsalen i slottet
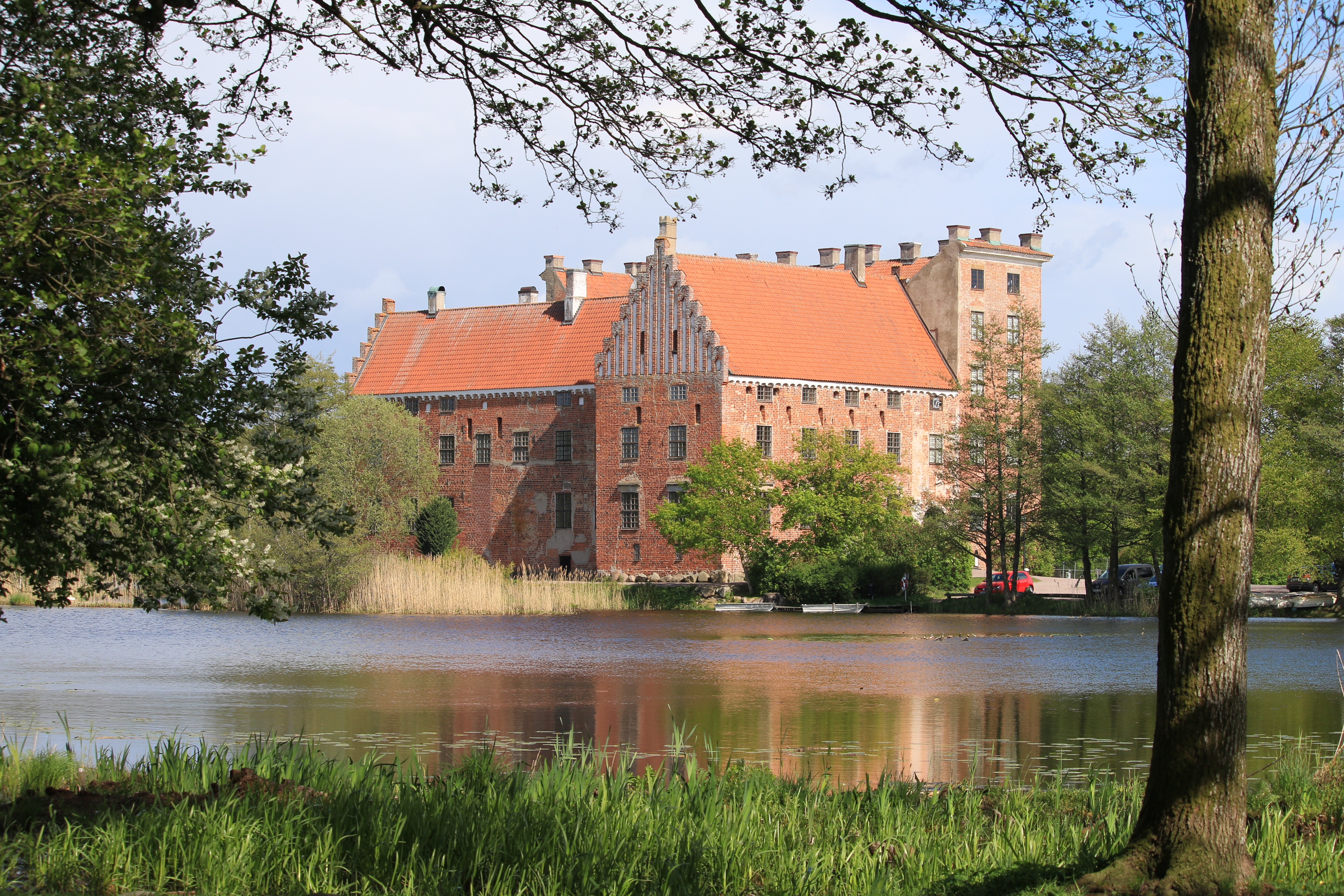
Vy över Svaneholmssjön från Rökhuset